# Botanical Survey of India
Botanical Survey of India – indyjska agencja rządowa podległa ministerstwu ochrony środowiska, zajmująca się badaniami nad roślinnymi zasobami Indii.
Wykorzystując już istniejącą sieć ogrodów botanicznych Brytyjskiej Kompanii Wschodnioindyjskiej w Kalkucie, Bombaju, Saharanpurze i Madrasie, służących jako centra badań nad zastosowaniem i aklimatyzacją roślin indyjskich i do Indii przywożonych, 13 lutego 1890 rząd Indii ustanowił Botanical Survey of India w celu koordynacji prac badaczy w różnych częściach subkontynentu, a przede wszystkim, by badać zasoby roślinne Indii. Pierwszym dyrektorem został ówczesny dyrektor Royal Botanic Garden of Calcutta Sir George King.
Po uzyskaniu przez Indie niepodległości, BSI został zreorganizowany, ustanowiono cztery "regiony" (circles) z siedzibami w Coimbatore (południowy, ust. 10 października 1955), Shillong (wschodni, ust. 1st kwietnia 1956), Pune (zachodni, 12 ust. grudnia 1955) i Dehra Dun (północny, ust. 1 sierpnia 1956). W 1957 otwarto w Lucknow Centralne Laboratorium Botaniczne. W latach 1972–2005 ustanowiono jeszcze siedem regionów badawczych.
Głównymi zadaniami BSI są:
- badanie i inwentaryzacja zasobów roślinnych, w szczególności na terenach zagrożonych i chronionych,
- identyfikacja gatunków zagrożonych i czynna ochrona w ogrodach botanicznych gatunków zagrożonych krytycznie
- zbieranie i gromadzenie tradycyjnej wiedzy etnobotanicznej,
- tworzenie narodowej bazy roślin indyjskich.

Ogrody botaniczne pod zarządem BSI
| Nazwa ogrodu                                          | Lokalizacja    | Powierzchnia | Liczba gatunków |
| ----------------------------------------------------- | -------------- | ------------ | --------------- |
| Indian Botanic Garden                                 | Howrah         | 212 ha       | 1200            |
| Botanic Garden of Indian Republic                     | Noida          | 80 ha        |                 |
| Experimental Botanic Garden Andaman & Nicobar Circle  | Dhanikheri     | 30 ha        | 250             |
| Experimental Botanic Garden Arunachal Field Station   | Sankie View    | 48 ha        | 195             |
| Experimental Botanic Garden Arid Zone Circle          | Dźodhpur       | 4 ha         | 185             |
| Experimental Botanic Garden Central Circle            | Allahabad      | 3 ha         | 570             |
| Experimental Botanic Garden Eastern Circle (Shillong) | Barapani       | 10,4 ha      | 750             |
| Experimental Botanic Garden Northern Circle           | Pauri          | 14 ha        | 750             |
| Experimental Botanic Garden Northern Circle           | Khirsu         | 8 ha         |                 |
| Experimental Botanic Garden Northern Circle           | Dehradun       | 2 ha         | 350             |
| Experimental Botanic Garden Sikkim Himalayan Circle   | Gangtok        | 1,5 ha       | 200             |
| Experimental Botanic Garden Southern Circle           | Yercaud        | 18,6 ha      | 1200            |
| Experimental Botanic Garden Western Circle            | Mundhwa (Pune) | 17,8 ha      | 500             |